# Dansk Kommunalarbejderforbund
Dansk Kommunalarbejderforbund var et dansk fagforbund, der organiserede ansatte indenfor velfærdsservice i kommunerne, eksempelvis sygehjælpere og andet plejehjemspersonale.
Forbundet, der havde rødder tilbage til 1899, hvor Københavns Kommunale Arbejderforbund blev dannet, blev i 1992 fusioneret med Husligt Arbejder Forbund til Forbundet af Offentligt Ansatte. 
Forbundets sidste formand var Poul Winckler, der senere blev formand for det nye store fagforbund. 
| Forening eller organisation | Spire Denne artikel om en forening eller organisation er en spire som bør udbygges. Du er velkommen til at hjælpe Wikipedia ved at udvide den. |